# バンビプロモーション
株式会社バンビプロモーション（英語：Bambi Promotion, Inc.）は、東京都渋谷区に本社を置くAV事務所。

## 概要
1994年設立。手がけている業務は、撮影会、Vシネマ、AV、ヌードモデル、携帯サイトモデル、インターネットモデルマネジメントと幅広い。
2017年以降、「バンビプロモーション」、「Bstar」（ビースター）。と二社に分けられ、バンビグループとして事業活動を始める 。
Japan production guild（日本プロダクション協会）加盟プロダクション。
2020年8月、週刊ポストにおいてビースターが「AV界の巨大プロダクション」と取り上げられた。
2021年12月、ビースターが東京都渋谷区千駄ヶ谷3-5-5 ピッコロオペラに事務所を移転。。
2022年1月9日（8日深夜）よりビースター所属女優が週替わりでMCを担当する番組『ビビッとTV 』がテレビ埼玉で開始。

## バンビプロモーション所属モデル
- 渚みつき
- 藍芽みずき
- 安位薫
- 似鳥日菜
- 跡美しゅり
- 皆月ひかる
- 白上咲花
- 清宮仁愛
- みなみ羽琉
- 本田もも
- 有栖舞衣
- 美澄玲衣
- 若宮はずき
- 羽生アリサ
- 佐藤ののか
- 佐野ゆま
- 西村ニーナ
- 堀北実来
- 千鶴えま
- 桜木美音
- 小坂ひまり
- 小野坂ゆいか
- 巴ひかり
- 花里アカリ
- 如月りいさ
- 天沢りん
- 透美かなた
- 菊池はる
- 夏川あゆみ
- 若月もあ
- まなみ静奈
- 辻さくら
- 藤井レイラ
- 羽月果音
- 天咲ひめの
- 浅海凪咲
- 彩川ゆめ
- 星仲ここみ
- 涼花くるみ
- 花井しずく
- 美音ゆめ
- 堤セリナ
- 七瀬シノン
- 広瀬結香
- 成望るか
- 永瀬かれん
- 桜すずか
- 花芽ありす

## Bstar所属モデル
- 白石茉莉奈
- 天使もえ
- 本郷愛
- 金松季歩
- 瀬戸環奈 [8]
- 未歩なな [9]
- あやみ旬果
- 浅野こころ[10]
- 五十嵐清華
- 安達夕莉
- 芦名ほのか
- さくらわかな[11]
- 響蓮[12]
- 楠エリサ
- RARA
- 彩月七緒
- 宮本聡美
- 二羽紗愛[13]
- 巴ひかり
- 乃坂ひより
- 青山七海
- 桐岡さつき
- 百田光稀
- 浜辺やよい [14]
- 新川空

## 過去に在籍した女優
- 愛華みれい
- 藍原かれん
- 翼あおい(バンビ所属)
- 青山菜々
- 紅音ほたる
- 麻田有希
- 朝日しずく
- 天希ユリナ
- 天月叶菜
- 天羽のい
- 綾音うた
- 新姫もも
- 石川ひかる
- 生駒はるな
- 市川花音
- 伊藤かえで
- 乾りっか
- 榎本美咲
- 丘咲エミリ
- 奥菜えいみ
- 音あずさ
- 乙咲あいみ
- 乙花イブ
- 音羽るい
- 柏木あみ
- 北川ゆず
- 木南ほのか
- 清原みゆう
- 小日向あき
- 坂下真希
- 桜井麻美
- 佐々倉まみ
- 佐々波りの
- 里仲ゆい
- 潮美舞
- 純真かれん
- 杉沢千夏
- 涼美ほのか
- 清野雫
- 高坂あいり
- 高槻れい
- 高宮菜々子
- 竹田ゆめ
- 月宮ねね
- 翼
- 長澤ルナ
- 中条カノン
- 七海ゆあ
- 成宮りか
- 成美このは
- 二宮沙樹
- Nina
- はやのうた(Bstar所属)
- 葉山りん
- 春川莉乃
- 柊木楓
- 日高ゆりあ
- 仁美まどか
- 瞳りん
- 広瀬うみ
- 深田みお
- 吹石れな
- 藤咲つばさ
- 星咲伶美
- 星沢みのり
- 星仲みなみ
- 星宮あかり
- 舞園ひな
- 愛花あゆみ
- 愛瀬るか
- 美甘りか
- 水沢つぐみ
- 緑川みやび
- 美波沙耶
- 宮崎あや
- 桃井杏南
- 桃尻かのん
- 森下美緒
- 森下美怜
- 矢口あかり
- 山本蓮加
- 唯乃光
- 優木しの
- 優月せら
- 百合奈ひかる
- 吉岡奈々子
- 戸田真琴
- 乙白さやか
- 星奈あい
- 愛宝すず
- 石原める
- 多香良
- 望実れい
- 三葉せり
- 杏羽かれん
- 水戸かな
- さくられん
- 伊藤聖夏

## グループ

### アイドルユニット
- 原宿☆バンビーナ[15] - 早川瑞希、榎本美咲